# Phyllurus nepthys
Phyllurus nepthys este o specie de șopârle din genul Phyllurus, familia Gekkonidae, descrisă de Couper, Covacevich și Moritz 1993. Conform Catalogue of Life specia Phyllurus nepthys nu are subspecii cunoscute.